# Ur djupet av mitt hjärta
Ur djupet av mitt hjärta eller I djupet av mitt hjärta är en psalm där vers 1 och 2 är skrivna av Hans Adolf Brorson och kom sannolikt i tryck 1765, året efter hans död. Verserna 3-5 skrevs av okänd svensk författare under 1800-talet, vilket vid 1937 års psalmbok angavs vara Clara Ahnfelts verk. Psalmen omarbetades av Anders Frostenson 1978 då Ahnfelts verser togs bort och psalmen har nu tre verser. Melodin är en tonsättning hämtad ur Ahnfelts sånger från 1859.

## Publicerad som
- Nr 496 i Hemlandssånger 1891 under rubriken "Härligheten".
- Nr 428 i Svenska Missionsförbundets sångbok 1920 under rubriken "Det kristliga livet -  Hemlandssånger".
- Nr 669 i Nya psalmer 1921, tillägget till 1819 års psalmbok med titelraden "I djupet av mitt hjärta", under rubriken "De yttersta tingen: Uppståndelsen, domen och det eviga livet".
- Nr 465 i Frälsningsarméns sångbok 1929 under rubriken "De yttersta tingen och himmelen".
- Nr 465 i Musik till Frälsningsarméns sångbok 1930.
- Nr 647 i Sionstoner 1935 med titelraden "I djupet av mitt hjärta", under rubriken "Pilgrims- och hemlandssånger".
- Nr 463 i Guds lov 1935 med titelraden "I djupet av mitt hjärta", under rubriken "Hemlandssånger".
- Nr 595 i 1937 års psalmbok med titelraden "I djupet av mitt hjärta", under rubriken "Uppståndelsen, domen och det eviga livet".
- Nr 536 i Frälsningsarméns sångbok 1968 under rubriken "Evighetshoppet".
- Nr 299 i den ekumeniska delen av den svenska psalmboken (dvs psalm 1-325 i Den svenska psalmboken 1986, Cecilia 1986, Psalmer och Sånger 1987, Segertoner 1988 och Frälsningsarméns sångbok 1990) med titelraden "Ur djupet av mitt hjärta" under rubriken "Pilgrimsvandringen".
- Nr 661 i Lova Herren 1988 med titelraden "I djupet av mitt hjärta", under rubriken "Det himmelska hemmet".